# Joseph Gregor
Joseph Gregor (ur. 26 października 1888 w Czerniowcach, wówczas Austro-Węgry, obecnie Ukraina, zm. 12 października 1960 w Wiedniu) – austriacki pisarz i librecista, teatrolog i muzykolog.
Twórca działu teatralnego (1922) i filmowego (1929) w Austriackiej Bibliotece Narodowej. Autor książek dotyczących historii teatru w Wiedniu oraz opracowań biograficznych Richarda Straussa i Clemensa Kraussa. Napisał 3 libretta do oper Richarda Straussa: Dafne, Dzień pokoju i Miłość Danae.
Wraz z Reném Fülöpem-Millerem był autorem książki Amerykański teatr i kino. Dwa obrazy z dziejów kultury, wydanej w ekskluzywnej edycji Wydawnictwa Polskiego R. Wegnera (tłum. Stanisław Wasylewski, Poznań 1931).